# Suor

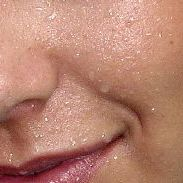
Gotes de suor.

La suor és el líquid produït per les glàndules sudorípares. És secretada a través de la pell en períodes d'esforç o de calor per expulsar substàncies de rebuig (funció emuntòria i evitar excessos de temperatura a l'organisme (funció reguladora). És composta per urea, colesterol, sals, greixos i, majoritàriament, aigua.
La suor, de més, conté els compostos químics 2-metilfenol (o-cresol) i 4-metilfenol (p-cresol), que són odorífers.
Hi ha dos tipus de glàndules sudorípares: les glàndules eccrines i les glàndules apocrines.
Les glàndules eccrines estan distribuïdes gairebé per tot el cos humà, i poden produir quantitats significatives de secrecions clares i inodores compostes principalment per aigua, i sobretot per electròlits com Na+, Cl-, lactat, aminoàcids i urea. El seu pH és àcid, prop de 4,5. En comparació, les glàndules apocrines són solament en zones amb pèls (aixelles, genitals i mugrons); aquestes produeixen petites quantitats d'una secreció lletosa, el pH de la qual és aproximadament neutre (pH 7.2).
La suor fresca és completament inodora. És la reducció de les llargues cadenes d'àcids grassos a cadenes més curtes, com la de l'àcid fòrmic i l'àcid butíric (la responsable de l'olor típica de la suor).
La secreció de suor excessiva rep el nom d'hiperhidrosi, mentre que la manca total de suor és la hipo- o anhidrosi.
El procés de suar és la sudoració, mentre la sudació és la transpiració de suor provocada amb un objectiu higiènic o terapèutic.

## Regulació de la temperatura
Suar (diaforesi, del grec: διαφέρειν "portar a través"; transpiració) és un mètode efectiu d'eliminar l'excés de calor corporal i, per tant, de regular la temperatura del cos: La calor d'evaporació de l'aigua en la transició al vapor d'aigua és de 2.400 kJouls/litre. En els humans adults les glàndules eccrines poden produir 2-4 litres d'aigua per hora o 10-14 litres per dia (10-15 g/min per metre), i l'evaporació d'aquesta quantitat de suor representa 333 W/m² de superfície del cos. Un adult inactiu, que realitzi poc esforç físic, perd nogensmenys uns 100-200 ml de suor per dia.
Tanmateix només hi pot haver evaporació de la suor si la pressió de vapor de l'aigua de l'aire és menor que la de la superfície de la pell, i com més fort bufi el vent més calor es pot dissipar.
La transpiració no sensible és la sudoració que no es pot apreciar a ull nu. Amb aquest tipus de perspiració es perden de 400 a 1000 ml d'aigua diaris, una pèrdua de calor que representa un 20% de l'escalfor produïda diàriament per l'organisme.
L'anomenada suor freda és comuna en pacients malalts per infart de miocardi i edema pulmonar.

## La suor en animals
Els primats (especialment els humans), els cavalls, els bòvids i els camells suen i transpiren molt. Els carnívors, en canvi, tenen les glàndules sudorípares restringides a poques zones del cos, mentre que els porcs i els rosegadors no disposen de glàndules sudorípares funcionals. Els animals que no suen tenen altres sistemes termoreguladors, com el panteix (Els gossos, per exemple, ho fan traient la llengua cap enfora).